# Port de Meeruse
Le port de Meeruse (estonien : Meeruse sadam, code EE MRS  est un port de la baie de Kopli à Tallinn en Estonie.

## Présentation
Le port est situé dans la partie nord-est de la baie de Kopli, sur la côte sud-ouest de la péninsule de Kopli, à côté du port de Bekker.
Le port de Meeruse et le port de Bekker ont les mêmes propriétaires.
La superficie terrestre du port est de 59 893 m2 et la superficie de l'eau est de 52 000 m2. Le port dispose de 11 quais d'une longueur totale de 770 m, la plus grande profondeur à quai est de 4,4 m.
Le plus grand bateau pouvant amarrer dans le port de Meeruse mesure jusqu'à 143 m de long et jusqu'à 24 m de large avec un tirant d'eau allant jusqu'à 4,2 m.

## Histoire
Sur les cartes topographiques de l'armée soviétique (o42, 1:25 000) (1961, 1987), les ports actuels de Bekker et de Meeruse sont appelés Kopli Lõunasadam.
Le port appartenait à la ferme collective de pêche Majak située à Tallinn avant la restauration de l'indépendance de l'Estonie, c'est pourquoi il y avait aussi un entrepôt frigorifique dans le port, qui n'est plus utilisé.

## Galerie

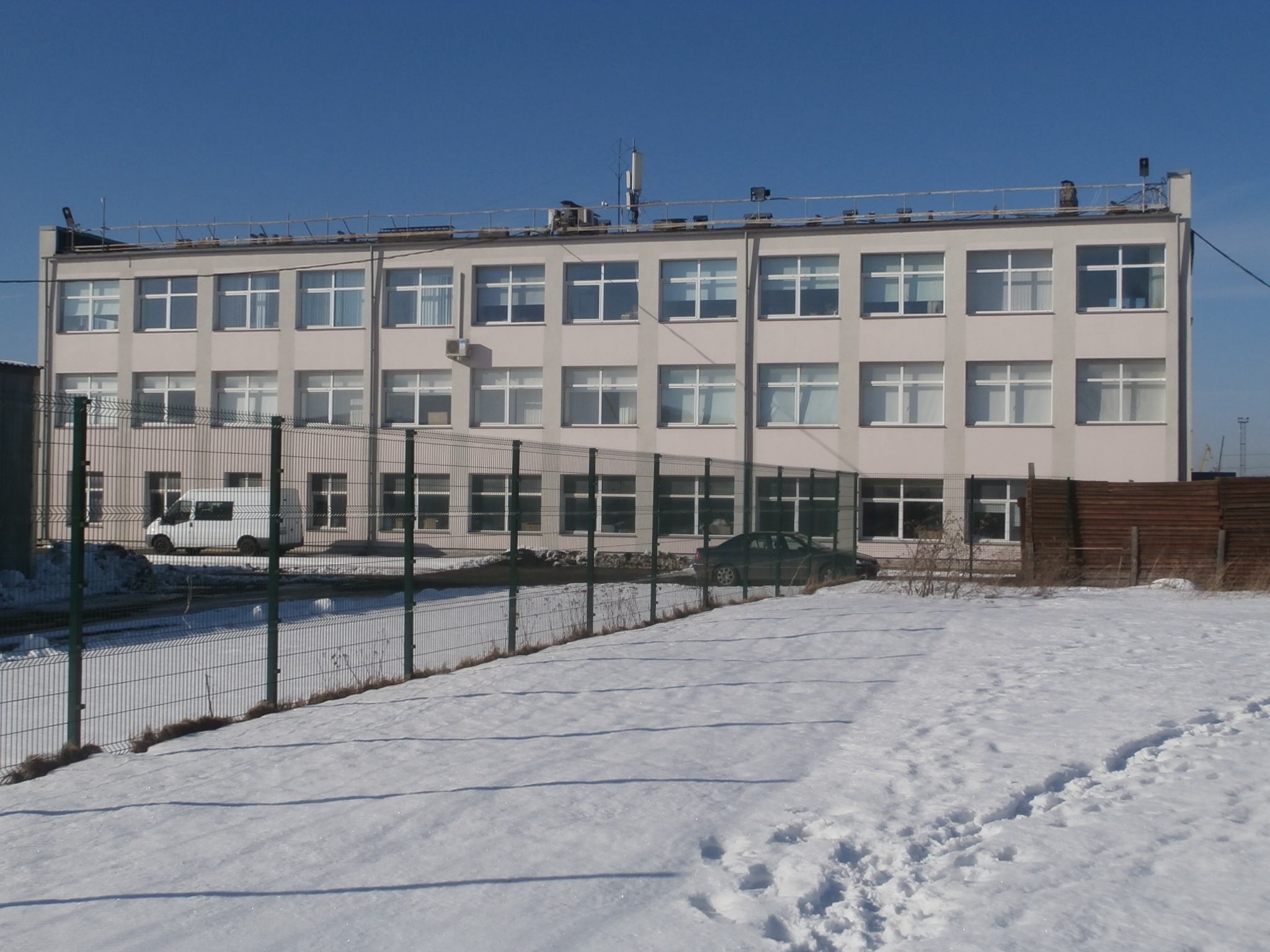
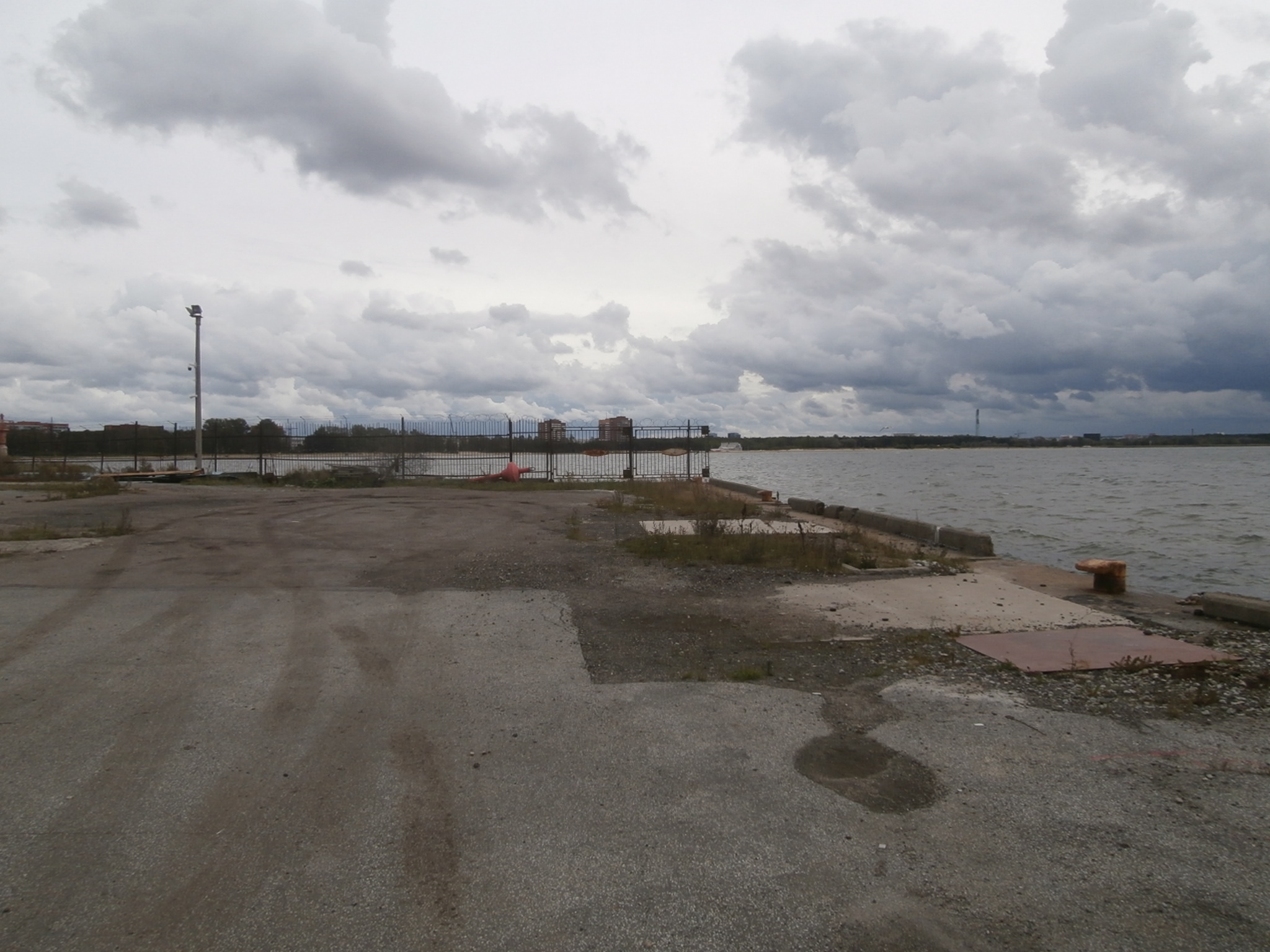
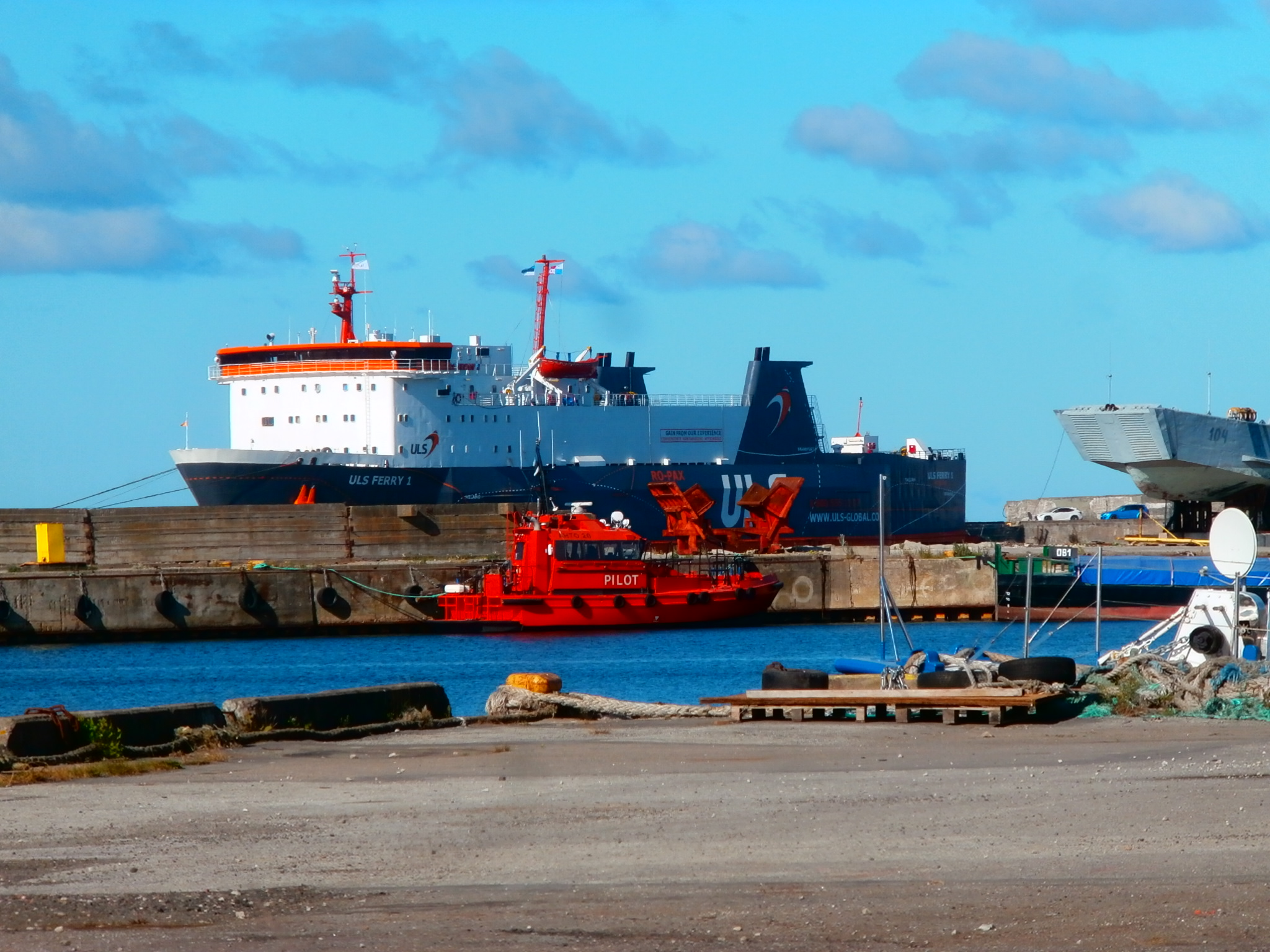
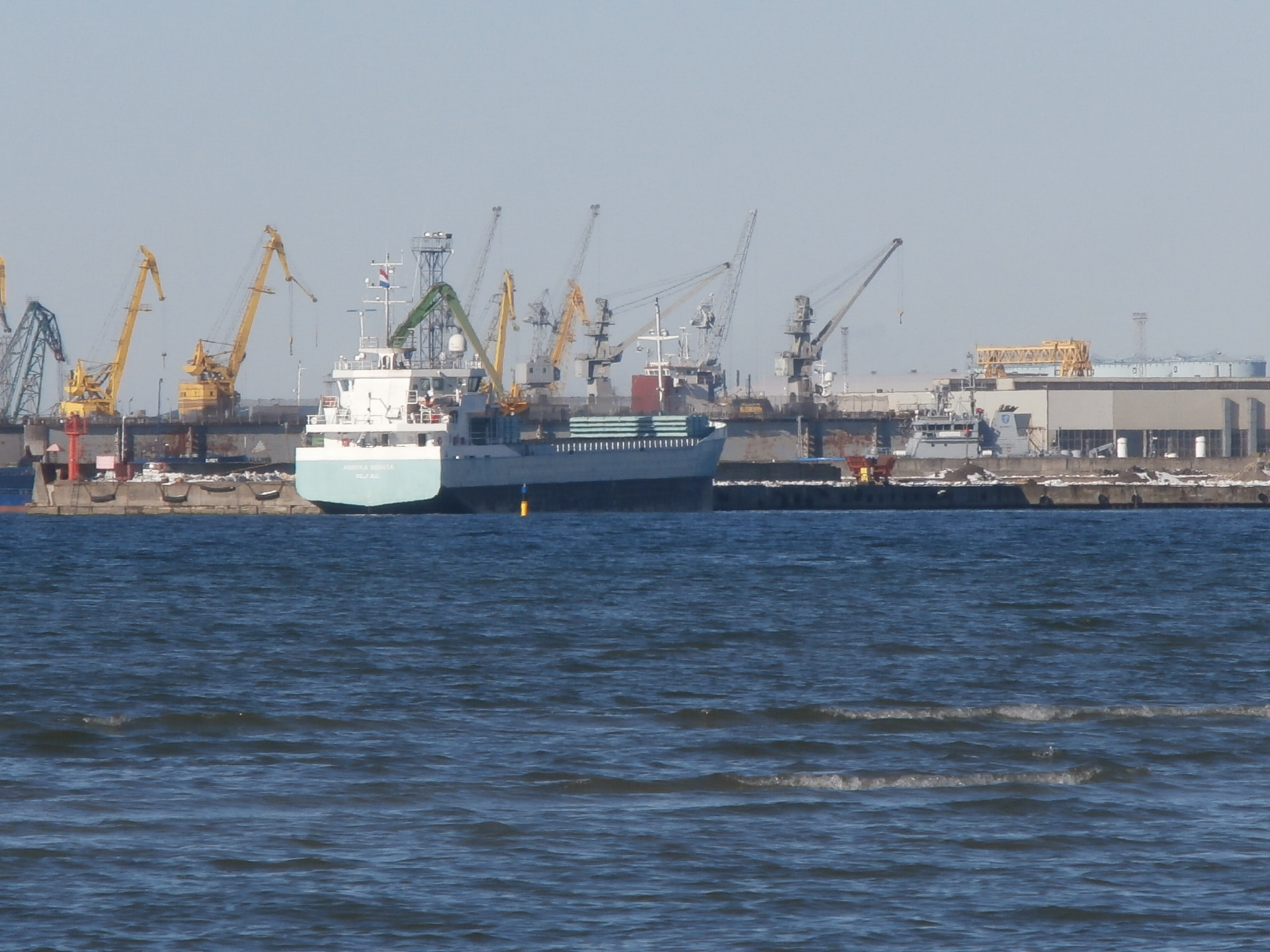
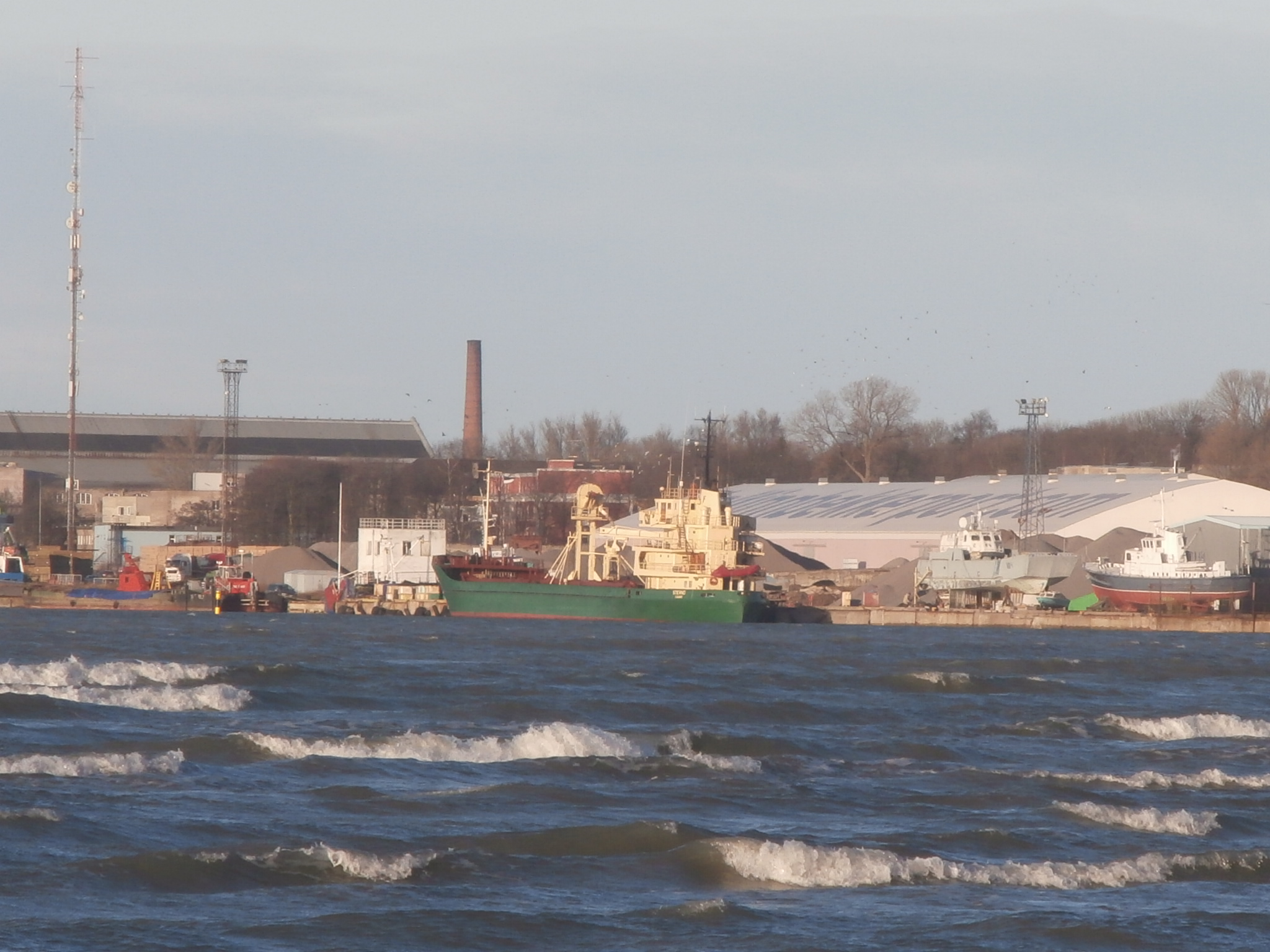